# Hans-Oelschläger-Preis
Der Hans-Oelschläger-Preis der Gesellschaft für deutsche Sprache (Wiesbaden) wird seit 2014 in Zusammenarbeit mit dem Stifterverband für die Deutsche Wissenschaft an Journalisten in Rundfunk und Fernsehen vergeben, die „durch entsprechende Sendungen das Empfinden für klares, gutes Deutsch stärken und dabei kritisch mit Modebegriffen und Leerformeln umgehen“. Der Preis ist mit 5000 Euro dotiert und wird alle zwei Jahre vergeben.
Benannt ist der Preis nach Hans Oelschläger. Dieser war Redakteur beim Südwestfunk und ZDF. Im ZDF war er u. a. Leiter der Redaktionen „Literatur und Kunst“ sowie „Kultur und Gesellschaft“. Diese Funktion erfüllte er bis zu seinem Tod im Jahr 1982. 
Die Hans-Oelschläger-Stiftung wurde 2010 postum von seiner verstorbenen Ehefrau errichtet. Das Stiftungskapital betrug bei der Gründung 340.000 €.

## Preisträger
- 2014 Oliver Welke und sein Team von der heute-show[1]
- 2016 Peter Kloeppel (RTL aktuell)[2]
- 2018 Antonia Rados[3]